# Edmund H. Driggs
Edmund Hope Driggs, född 2 maj 1865 i Brooklyn, New York, död där 27 september 1946, var en amerikansk demokratisk politiker. Han var ledamot av USA:s representanthus 1897–1901.
Driggs studerade vid Adelphi Academy i Brooklyn och var sedan verksam inom olycksfallsförsäkringsbranschen. År 1897 efterträdde han Francis H. Wilson som kongressledamot och efterträddes 1901 av Henry Bristow.